# Gaspar de Úbeda
Gaspar de Úbeda y Castelló (Valencia, ¿? - Sevilla, 26 de febrero de 1724) fue un compositor y maestro de capilla español.

## Vida
Era natural de Valencia, comenzando allí su carrera musical como ministril.: 80  Las primeras noticias suyas que se tienen son de su llegada a Jerez de la Frontera desde Córdoba. En Jerez fue maestro de capilla de junio a septiembre de 1701.
En 1701 fue nombrado maestro de capilla de la Catedral de Cádiz, a pesar de haber quedado segundo en las oposiciones para el cargo. Miguel Conejos, que las había ganado, renunció al cargo, regresando a Málaga a su cargo de organista. En Cádiz comenzó con problemas con los miembros de su capilla de música y en 1702 presentó su renuncia por «cierta diferencia que había tenido con un señor capitular y también que algunos músicos, particularmente don Alejandro González, no le atendían como a su maestro». El Cabildo catedralicio solucionó el problema amonestando a los músicos y Úbeda permaneció en Cádiz hasta 1710.
El maestro de capilla de la Catedral de Sevilla, Diego José de Salazar, falleció en junio de 1709, por lo que el cargo quedó vacante. Se organizaron oposiciones a las que acudieron, al menos, Úbeda y el maestro de la iglesia de Cartagena.: 143  El Cabildo sevillano nombró a Úbeda el 8 de abril de 1710 gracias a las «noticias de su habilidad y suficiencia por algunas obras que había remitido y que se habían cantado con el coro [...] con aprobación de los inteligentes de esta facultad».: 134 
En 1712 se ordenó in sacris, por lo que el Cabildo le concedió 100 ducados «en atención a lo mucho que desea el Cabildo que sus ministros tengan esta distinción».: 202  En Sevilla realizó las tareas habituales del maestro de capilla. Por ejemplo, en 1723 dieron un informe sobre las habilidades del cantor Juan Nicolás de Chaves:: 137 

[...] la voz era muy a propósito para el coro, pues alcanzaba hasta quince puntos de bajo, y que de estos hasta los doce muy llenos. Y que el pretendiente, respecto de no saber el canto, deseaba aplicarse y que por su falta de medios no podía mantenerse, y sólo se contentaría con la protección del Cabildo, quien habiéndolo oído mandó se quede en el colegio, asistiéndole como a uno de los colegiales.
Gaspar de Úbeda (maestro de capilla) y José Muñoz de Monserrat (organista)

También salió con la capilla metropolitana a tocar en otras instituciones. En 1716 tocó en el convento de San Franciso en honor al príncipe San Luis en un fiesta organizada por la «nación francesa residente en Sevilla» y ese mismo año en el convento Madre de Dios de Sevilla en la fiesta anual a Santo Tomás.: 244 
Falleció en Sevilla de 26 de febrero de 1724. Tras su fallecimiento, el Cabildo se preocupó de recuperar las obras musicales que el maestro había guardado en su casa. Encargaron al canónigo penitenciario y a los racioneros organista y tiple que recogieron todos los libros y papeles que «todos los papeles de música, así los que estaban en casa del difunto como los que hay en el archivo». Además debían encargarse de buscar un sitio que pudiera hacer de archivo musical, con las condiciones ambientales adecuadas.: 287, 289 

## Obra
La mayoría de las obras de Úbeda se han perdido. Con Úbeda entró en Sevilla el «barroco colosal», introduciéndose claramente el estilo italiano. Es posible que el hecho de que no se conserven muchas obras sea debido a que su música no era del agrado del Cabildo, quizás demasiado moderna para sus oídos. Durante su magisterio se introdujeron los violines en la capilla, desplazando las cornetas, chirimías, sacabuches y otros instrumentos que habían quedado anticuados.
Se conservan obras de Úbeda principalmente en la Catedral de Sevilla, pero también en los archivos del Real Colegio del Corpus-Christi de Valencia, la Catedral de Segorbe, la Colegiata de Roncesvalles y la Catedral de México.